# Musée régional de traditions locales de Mykolaïv
Le musée régional de traditions locales de Mykolaïv (en ukrainien :Миколаївський обласний краєзнавчий музей) est consacré à la culture ukrainienne dans toutes ses manifestations. Il a été fondé en 1913.

## Histoire
Il tire sont histoire des fouilles débutées par M. Falayef qui décidait de fouilles en 1792 à Olbia. Un cabinet de curiosités regroupant des cartes de la mer Noire existait en 1803 ainsi que des maquettes de navires et des découvertes faites à Kertch ou Feodosia. C'est après une période d'abandon que furent réunies ces collections en 1913.
En 1920 il était d'histoire et d'archéologie , puis en 1936 hébergé en l'église de l'Amirauté. Détruit lors de la Seconde Guerre mondiale, il fut relevé en 1950 par la volonté de citoyens en tant que musée régional des traditions locales.

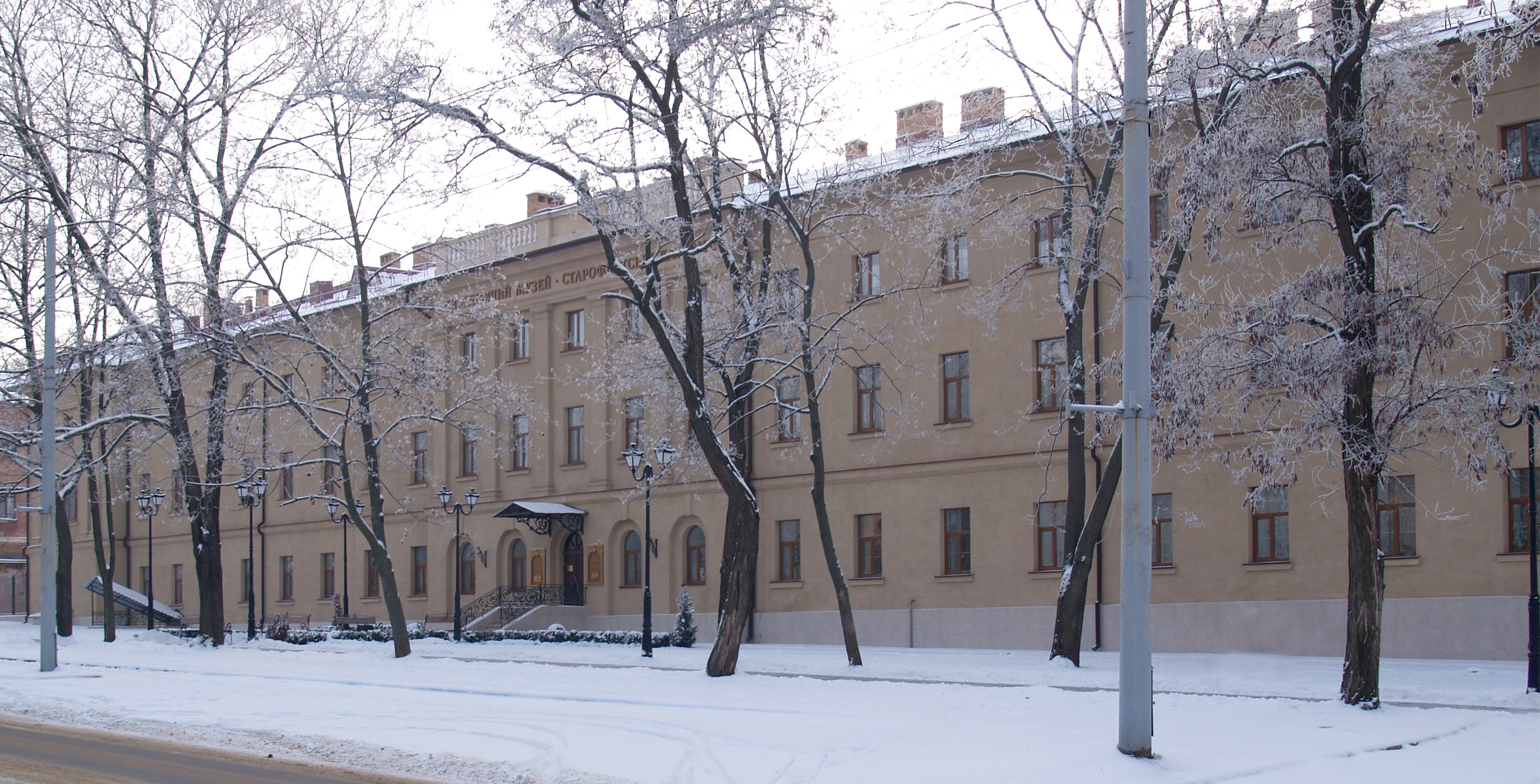
Le bâtiment de le rue Naberesna, classé.

## Départements
- Le musée des partisans de 1941-1944, 6 rue Laygina.
- Le musée de la Flotte, 4 rue de l'Amirauté.
- le musée historique d'Ochakov.
- Le musée de guerilla.
- Le musée d'histoire de Pervomaïsk.

Le musée a une collection de 160 000 objets.

## Galerie d'images

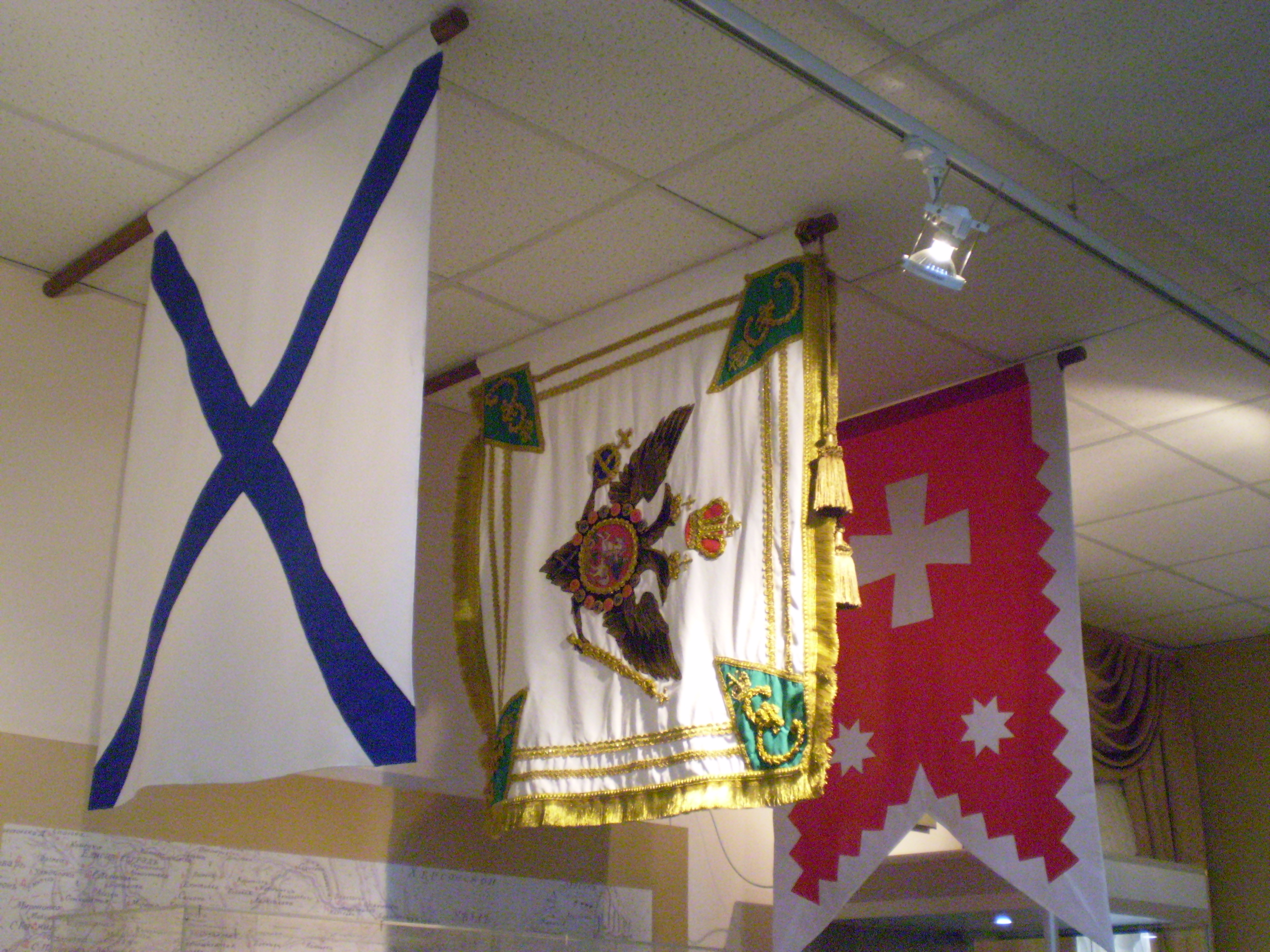
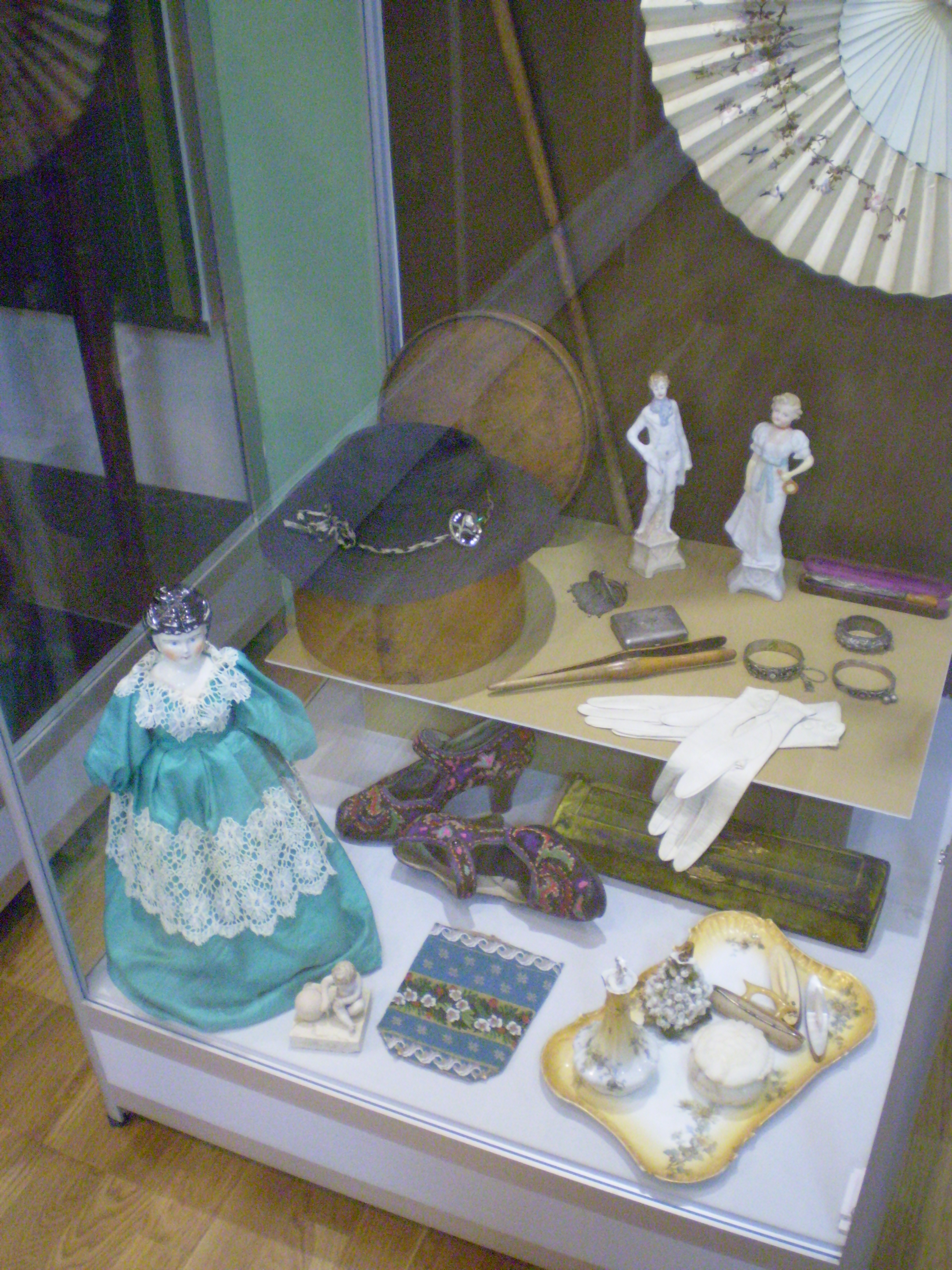
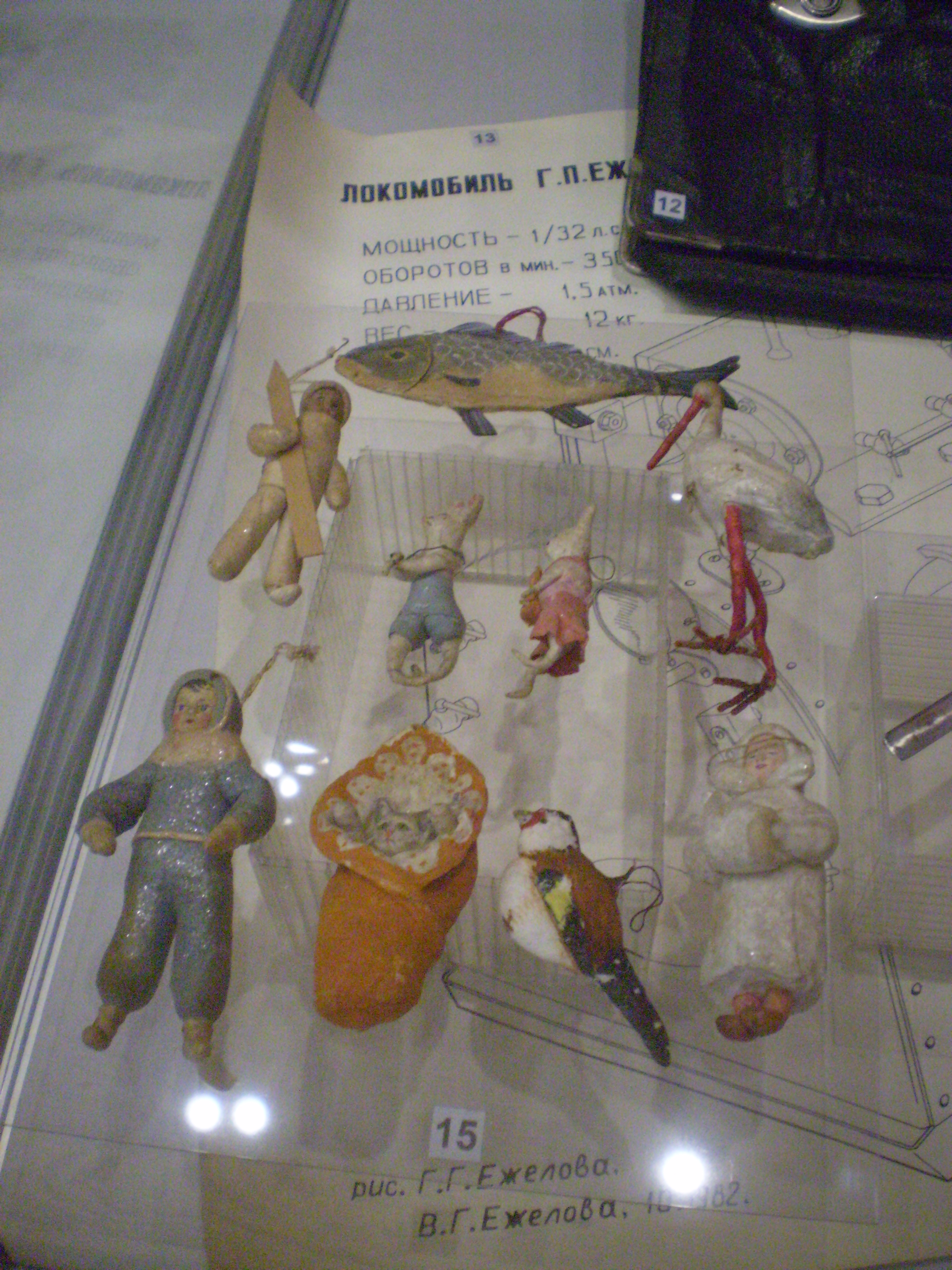
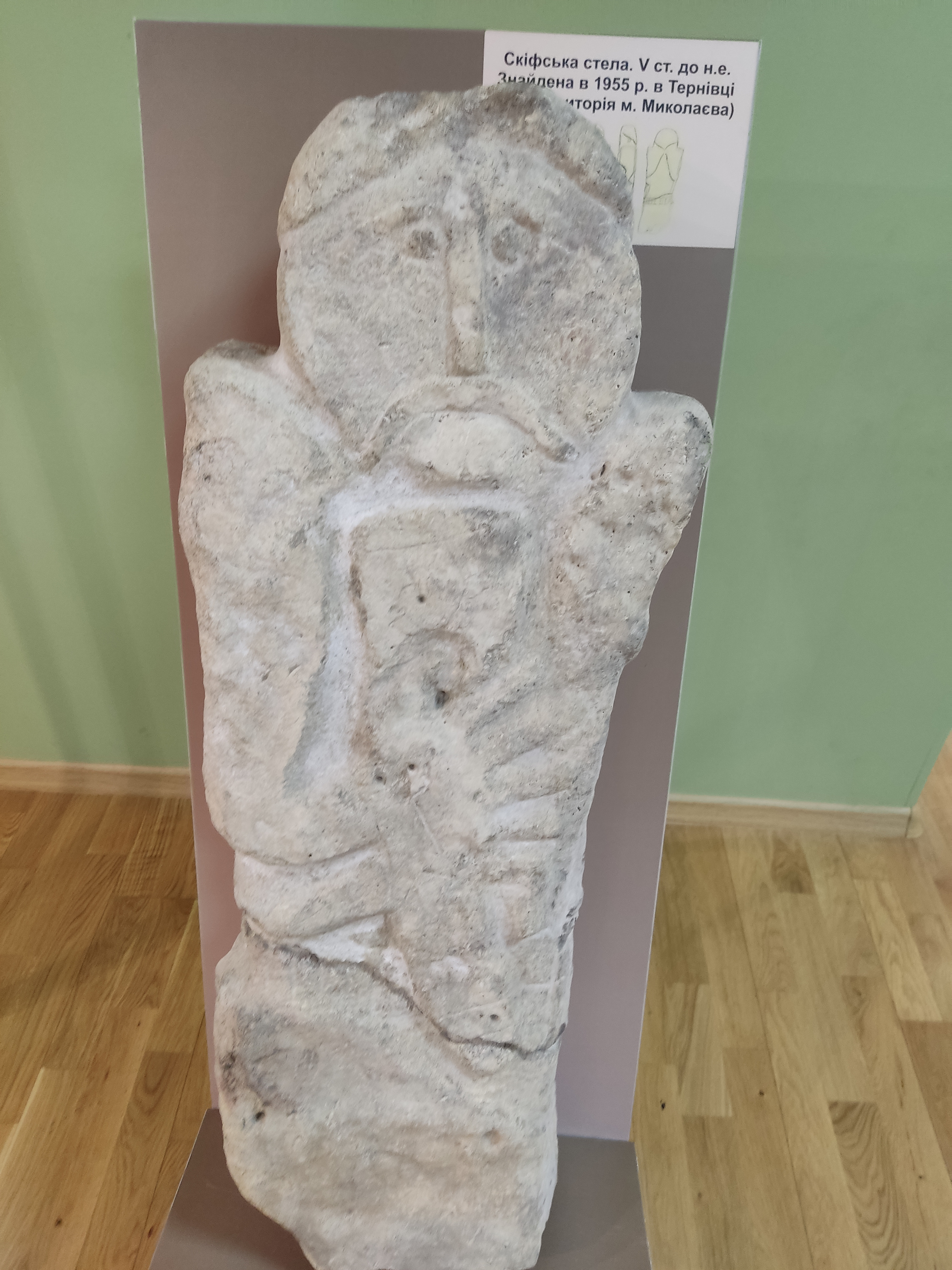